# Uuno Klami

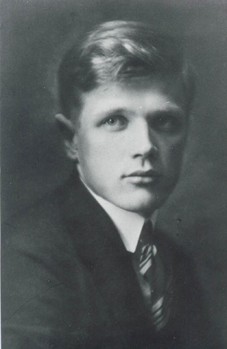
Uuno Klami

Uuno Klami (* 20. September 1900 in Virolahti; † 29. Mai 1961 ebenda) war ein  finnischer Komponist.

## Leben
Klami studierte in den Jahren 1915 bis 1917, 1920 bis 1921 und 1922 bis 1924 am Musikinstitut Helsinki (der späteren Sibelius-Akademie) bei Erkki Melartin. Währenddessen arbeitete er als Pianist in Konzerten sowie Restaurants, kämpfte zwischenzeitlich im Estnischen Freiheitskrieg 1918 und beteiligte sich am Olonezfeldzug 1919. 1924/25 schlossen sich Studien in Paris an, wo er mit Maurice Ravel und Florent Schmitt zusammentraf. Der Durchbruch als Komponist gelang ihm mit einem Konzert eigener Werke 1928 in Helsinki (auf dessen Programm das 1. Klavierkonzert Une nuît à la Montmartre sowie die Karelische Rhapsodie standen). 1928/29 folgte ein Studienaufenthalt in Wien, unter anderem bei Hans Gál. Ab 1932 arbeitete Klami als Musikkritiker in Helsinki. Seit 1938 erhielt er, auch dank einer Empfehlung von Sibelius, eine staatliche Künstlerpension. 1959 wurde ihm die finnische Auszeichnung Akademiker verliehen. Im Alter von 60 Jahren verstarb Klami während eines Segelausflugs an einem Herzinfarkt.
Im Jahre 1987 wurde eine Klami-Gesellschaft gegründet. Seit 2003/04 findet in Helsinki im Fünfjahresrhythmus der Internationale Uuno-Klami-Kompositionswettbewerb statt.

## Werk
Obgleich zahlreiche Werke Klamis Bezug auf das finnische Nationalepos Kalevala nehmen, spielt die finnische Volksmusik nur eine untergeordnete Rolle in seiner Musik. Er entwickelte vielmehr einen durch zeitgenössische internationale Einflüsse geprägten Stil, der besonders französische (Ravel, Groupe des Six) sowie russische Vorbilder (Strawinsky, Prokofjew, später gelegentlich auch Schostakowitsch) reflektiert.
Der Schwerpunkt von Klamis Schaffen lag auf Orchesterwerken. Besondere Popularität in Finnland erreichte neben der Karelischen Rhapsodie (1927), die sich in ihrer Tonsprache eher gegen die Sibelius-Tradition und folkloristische Tendenzen wehrte, aber auch sein Oratorium Psalmus (1936) nach einem altfinnischen Choral von Juhana Cajanus, das über eine reiche Polyphonie und Motivik verfügt und Elemente des Neoklassizismus und der Romantik in sich vereint. Besonders in Finnland bis heute bekannt geblieben sind außerdem die Kalevala-Suite (1933/43), an der Klami insgesamt 14 Jahre lang (seit 1929) arbeitete, die Orchestersuite Meeresbilder (1930–32) und mehrere kürzere Orchesterkompositionen. Klami schrieb außerdem 2 Klavierkonzerte, ein Violinkonzert, eine Tscheremissische Fantasie für Violoncello und Orchester sowie fünf Ouvertüren und zwei Sinfonien. Ein großformatiges Ballett Pyörteitä (dt.: Wirbel) blieb unvollendet: Bis 1985 war nur der zweite Akt bekannt, dann wurde eine Klavierpartitur des ersten Aktes aufgefunden. Die Uraufführung der von Kalevi Aho orchestrierten Version erfolgte 1988 und überzeugt durch ihren rhythmischen Reichtum.
Zwischen 1932 und 1959 wirkte Klami zudem als Musikkritiker für die auflagenstärkste Tageszeitung Helsingin Sanomat.